# Piero Fassino
Pietro Franco (Piero) Fassino (ur. 7 października 1949 w miejscowości Avigliana) – włoski polityk, minister, przywódca Demokratów Lewicy, parlamentarzysta, burmistrz Turynu (2011–2016).

## Życiorys
Studia wyższe z zakresu nauk politycznych ukończył na Uniwersytecie w Turynie.
W 1968 został członkiem Federacji Młodych Komunistów, trzy lata później objął stanowisko sekretarza krajowego tej organizacji. Od 1975 przez dziesięć lat był radnym Turynu, następnie do 1990 zasiadał w radzie regionu Piemont.
W latach 80. przewodniczył regionalnym strukturom Włoskiej Partii Komunistycznej, a od 1987 wchodził w skład biura naczelnego sekretarza, był koordynatorem w okresie przekształcania PCI w Demokratyczną Partię Lewicy. W PDS przez pięć lat pełnił funkcję sekretarza do spraw międzynarodowych.
W 1994 wybrany do Izby Deputowanych XII kadencji, uzyskiwał reelekcje na XIII, XIV, XV i XVI kadencję.
W 1998 brał udział w założeniu Demokratów Lewicy, powstałej na bazie PDS nowej partii lewicowej funkcjonującej w ramach Drzewa Oliwnego. 21 października tego roku objął stanowisko ministra handlu międzynarodowego w rządzie Massima D’Alemy. 25 kwietnia 2000 w nowym gabinecie z Giulianem Amato na czele został ministrem sprawiedliwości. Urząd ten sprawował do 11 czerwca 2001.
W tym samym roku był kandydatem Drzewa Oliwnego na wicepremiera u boku Francesca Rutelliego. Po przegranych wyborach przejął kierownictwo w Demokratach Lewicy w miejsce Waltera Veltroniego, nowego burmistrza Rzymu. Kierował partią do czasu jej rozwiązania w 2007, kiedy to doprowadził do wejścia DS w skład nowej Partii Demokratycznej. W 2011 został wybrany na urząd burmistrza Turynu. W 2016 bez powodzenia ubiegał się o reelekcję, przegrywając z Chiarą Appendino. W 2018 powrócił do niższej izby włoskiego parlamentu na XVIII kadencję, w 2022 utrzymał poselski na XIX kadencję.
Żonaty z polityk Anną Marią Serafini.

## Odznaczenia
- Krzyż Komandorski z Gwiazdą Orderu Zasługi RP – 1997, Polska[3]